# Frederick Tom Brooks
Frederick Tom Brooks (17 décembre 1882 - 11 mars 1952) est un botaniste anglais et professeur de botanique à l'Université de Cambridge.

## Biographie
Brooks est né à Wells, Somerset, fils d'Edward Brooks et fréquente la Sexey's School, Somerset de 1895 à 1898. Il fréquente ensuite le Merrywood Teacher Training College à Bristol.
Il monte à l'Emmanuel College de Cambridge en 1902.

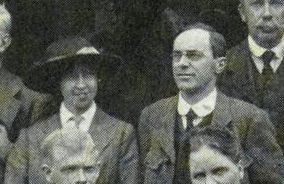
Emily et Frederick Brooks lors d'une réunion de la British Mycological Society en 1913

En 1907, il épouse Emily Broderick. Ils n'ont pas d'enfants .
De 1905 à 1917, il occupe le poste de démonstrateur au département de botanique. Pendant la Première Guerre mondiale, il occupe le poste de phytopathologiste au Département de la production alimentaire. De 1919 à 1931, il est chargé de cours à Cambridge et de 1931 à 1936, lecteur.
Il devient professeur de botanique à Cambridge en 1936. Il se spécialise en mycologie et étudie, entre autres, la maladie de la feuille d'argent des arbres fruitiers. Il est élu membre de la Royal Society en 1930 et membre honoraire de la Royal Society of Edinburgh en 1946. Il est président de la Cambridge Philosophical Society de 1945 à 1947 .
Il est décédé à Cambridge à l'âge de 70 ans.
En 1956, Clifford Gerald Hansford circonscrit le genre Brooksia, un genre de champignons de la classe Dothideomycetes et nommé en l'honneur de Frederick Tom Brooks .